# مارک پوستر
مارک پوستر (به انگلیسی: Mark Poster)؛ (۵ ژوئیه ۱۹۴۱–۱۰ اکتبر ۲۰۱۲) استاد بازنشسته تاریخ و فیلم و رسانه گروهی در دانشگاه کالیفرنیا، ارواین بود که در این دانشگاه «نظریهٔ انتقادی» را تدریس می‌کرد. او در ارائهٔ نظریهٔ انتقادی فرانسه در ایالات متحده نقش اساسی داشت و به تحلیل رسانه‌های معاصر ادامه داد.

## اوایل زندگی
پوستر در ۵ ژوئیه ۱۹۴۱ در نیویورک زاده شد. در مدرسه وارتون دانشگاه پنسیلوانیا تحصیل کرد و دکترای تاریخ را در دانشگاه نیویورک در سال ۱۹۶۸ به پایان رساند. علایق پژوهشی او شامل تاریخ فکری و فرهنگی اروپا، اگزیستانسیالیسم، مارکسیسم، نظریه انتقادی و رسانه گروهی.

## شغل
پوستر به خاطر بررسی آثار آنری لوفور، ژان پل سارتر و میشل فوکو شهرت داشت. وی ایده‌های این نظریه پردازان و دیگر نظریه پردازان فرانسوی (از جمله ژان بودریار، لوئی آلتوسر، ژیل دلوز و ژاک دریدا) به دیجیتال رسانه‌های جدید اواخر سده بیستم و اوایل سده بیست و یکم (از جمله تلویزیون، پایگاه‌های داده، فرامتن و اینترنت) را بررسی نموده‌است.
پوستر به دنبال سیاسی کردن موضوع استفاده و توسعه اینترنت با تأکید بر امکانات آن برای تغییر سیاسی آزادی‌بخش بود، در حالی که وجود شکاف دیجیتالی عمیق و همچنین منافع شرکت‌های فراملی و دولت‌های ملی را تصدیق کرد.
پوستر همچنین یکی از ویراستاران مجموعه کتاب میانجیگری‌های الکترونیکی در مطبوعات دانشگاه مینه‌سوتا بود که شامل تقریباً ۴۰ عنوان است که مفاهیم انسانی و اجتماعی اینترنت، فناوری‌های واقعیت مجازی، بازی‌های ویدیویی، ابرمتن‌های ادبی و اشکال هنری رسانه‌های جدید را بررسی می‌کند.

## مرگ
مارک پوستر در ۷۱ سالگی در ۱۰ اکتبر ۲۰۱۲ بر اثر ذات الریه (سینه‌پهلو) درگذشت.

## ترجمه
- آیینه تولید: ژان بودریار (۱۹۷۵)

## پیوند بیرون
- مقالات پوستر مارک. مجموعه‌ها و آرشیوهای ویژه، کتابخانه‌های، دانشگاه ایروین، کالیفرنیا.